# Цапелоне (Лоди)
Цапелоне је насеље у Италији у округу Лоди, региону Ломбардија.
Према процени из 2011. у насељу је живело 43 становника. Насеље се налази на надморској висини од 47 м.